# Natalia Villaveces
Natalia Villaveces (sinh ngày 2 tháng 4 năm 1980) là một người mẫu Colombia, người dẫn chương trình truyền hình, nhà sản xuất và diễn viên.

## Sự nghiệp
Trong hơn 8 năm, Natalia là nhà sản xuất cho "Nitido", một chương trình giải trí phát sóng trên toàn quốc trên mạng Telemundo. Cô cũng là phóng viên cho chương trình tạp chí tin tức hàng đầu của mạng lưới "Al Rojo Vivo con Maria Celeste" và đã đồng tổ chức các sự kiện thảm đỏ trên truyền hình cho các chương trình đặc biệt uy tín như giải thưởng Billboard Latin.

## Truyền hình
Sự nghiệp truyền hình của Natalia bắt đầu ở độ tuổi rất trẻ tại quê hương Colombia, nơi cô được chọn tham gia một số chương trình truyền hình nổi tiếng như "Imaginate" (Imagine) và Pequeños Gigantes (Little Giants). Cô cũng đóng một số vai nhỏ hơn trong các vở opera như "Betty La Fea" (Betty the Ugly One) và "La Baby Sister" (The Sister Baby). Cô đặt tầm nhìn của mình vào thị trường Mỹ gốc Tây Ban Nha và tham gia vào chương trình thực tế tiếng Tây Ban Nha đầu tiên có tên "Protagonistas de Novela" (Soap Opera Protagonists). Sự tham gia của cô trong chương trình đã thu hút sự chú ý của các giám đốc điều hành Telemundo và cô đã có được một kỳ tích lớn đầu tiên với tư cách là đồng sở hữu "Cotorreando" (Gossiping), một chương trình giải trí cung cấp cho khán giả tin tức và tin đồn nổi tiếng mới nhất. Ngay sau đó, cô đã được trao chương trình của riêng mình và cô đang tiếp tục làm việc với chương trình này ngày hôm nay.